# Wawelia microspora
Wawelia microspora är en svampart som beskrevs av J. Webster 1999. Wawelia microspora ingår i släktet Wawelia och familjen kolkärnsvampar.   Inga underarter finns listade i Catalogue of Life.